# 基茨曼
基茨曼（發音：[ˈkitsmɐnʲ]）是乌克兰西部切爾諾夫策州切爾諾夫策區基茨曼市鎮内的城市，2020年7月18日前为基茨曼區的行政中心。該市距離州府切爾諾夫策20公里，面积8.6平方公里，海拔高度232米，2022年人口数量为6,049人。